# Praça de Espanha (Lorca)

A Plaza de España está localizada no coração da cidade de Lorca (Múrcia, Espanha) faz parte do centro histórico e é o espaço mais emblemático da cidade e um dos mais importantes da região de Múrcia motivo pelo qual é considerado "Bien de Interés Cultural" (Bem de Interesse Cultural) pelo Governo. Se localiza no centro de monumentos como a Câmara Municipal de Lorca, e a Casa do Corregedor.
Antes chamada de 'Plaza Mayor' foi criada como um espaço urbano necessário no século XVI, sendo usada no decorrer de sua história como local de festas, concertos, apresentações teatrais, touradas, feiras, mercados e execuções de prisioneiros. Em 1920 a praça abrigava feiras onde centenas de pessoas se uniam oferecendo produtos da horta, ferramentas agrícolas e até cadeiras e mesas de madeira.
Em seu subsolo foram encontrados evidências arqueológicas que comprovam o povoamento ininterrupto da cidade desde a Idade do Bronze. Os artefatos mais importantes correspondem a ruínas de casas e oficinas de um subúrbio da era Almóada, fora dos muros da Lurqa islâmica.

## Protegida pelo governo
Por causa de sua importância histórica, em 1964 por meio do Decreto 612/1964 a praça foi amparada e protegida pelo Estado, conjuntamente com outros monumentos em seu redor, quando se tornou parte integrante do “conjunto histórico-artístico da cidade de Lorca” pelo Ministério da Educação da Espanha. Também o Conselho de Cultura da Região de Murcia declarou a praça "Bem de Interesse Cultural" com grau de proteção 1-BIC. Desta forma o município se obriga a fazer um plano que define medidas de conservação e proteção da praça.

## Alterações em seu nome no decorrer da história
A praça sofreu muitas alterações em seu nome ao longo do tempo. Desde o século XVI era conhecida como "Plaza de Afuera" (Praça de Fora) porque ficava posicionada do lado de fora das antigas muralhas da cidade que depois foram parcialmente demolidas na região da praça. No início do século XVII, foi renomeada para "Plaza Baja" (Praça Debaixo). No século XVIII foi chamada de "Plaza Principal" (Praça Principal), enquanto que entre os séculos XVII e XVIII também era conhecida pelo nome de "Plaza Mayor" (Praça Maior). No século XIX tinha o nome de "Plaza Real" (Praça Real), entre o final do século XIX e o início do século XX, foi chamada de "Plaza de la Constitución" (Praça da Constituição). Em 1860, seu nome mudou para "Plaza de Isabel II" (Praça Isabel II), em 1931, era a "Plaza de la República" (Praça da República) e, desde 1939, é chamada como hoje a conhecemos, Plaza de España.

## Alterações em seu visual no decorrer da história

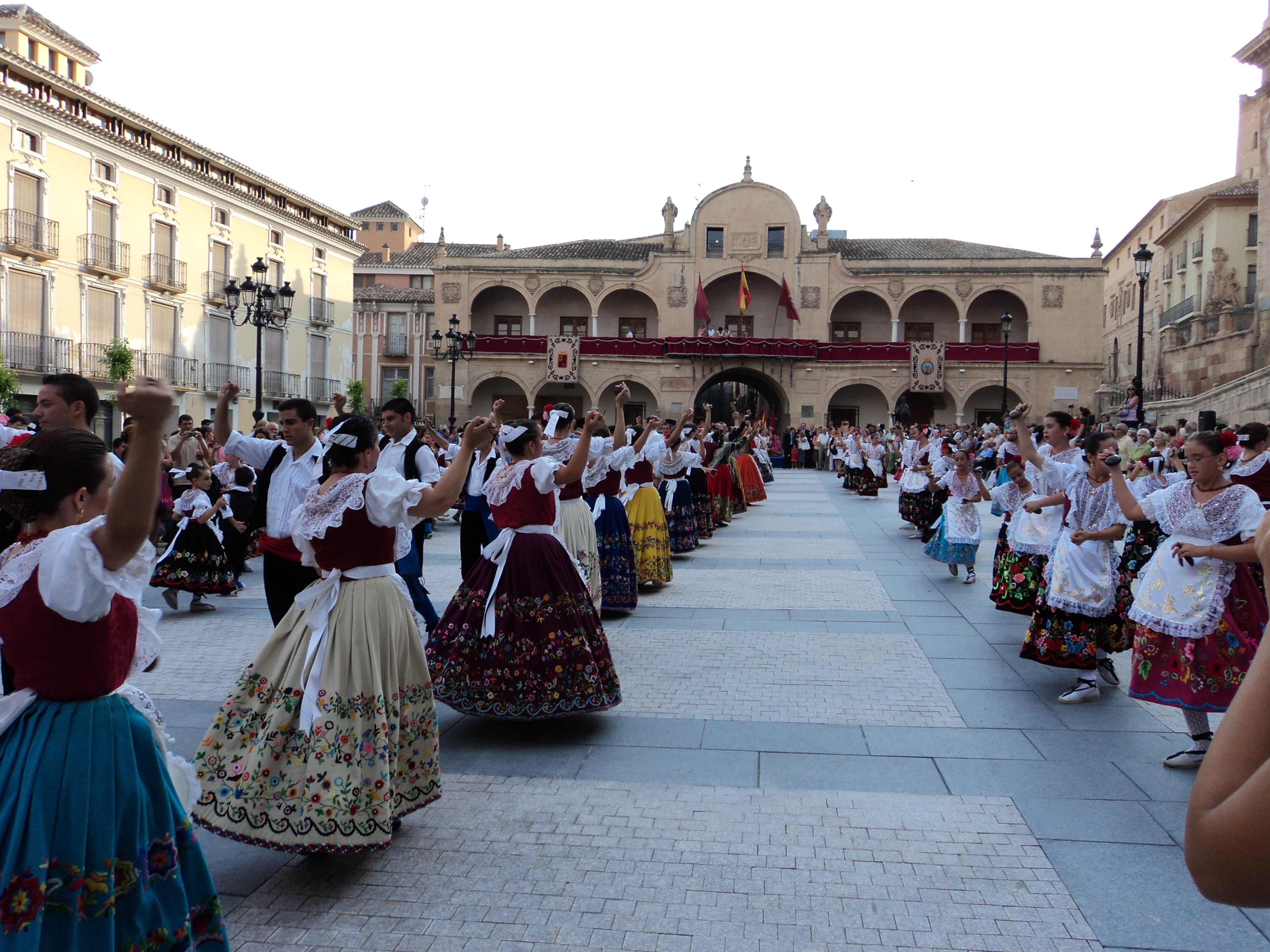
Ato de inauguração da última reforma da praça em 2010.

No ano de 1583, uma fonte grandiosa foi construída na praça por Pedro Alcalá Monte, esta fonte desapareceu por volta de 1816. Em 1820 um monumento em comemoração ao levante de Riego ocupou lugar na praça. Em 1864 uma escultura dedicada à rainha Isabel II foi erigida na praça por ocasião de sua aprovação para a criação do Instituto de Ensino Secundário de Lorca.

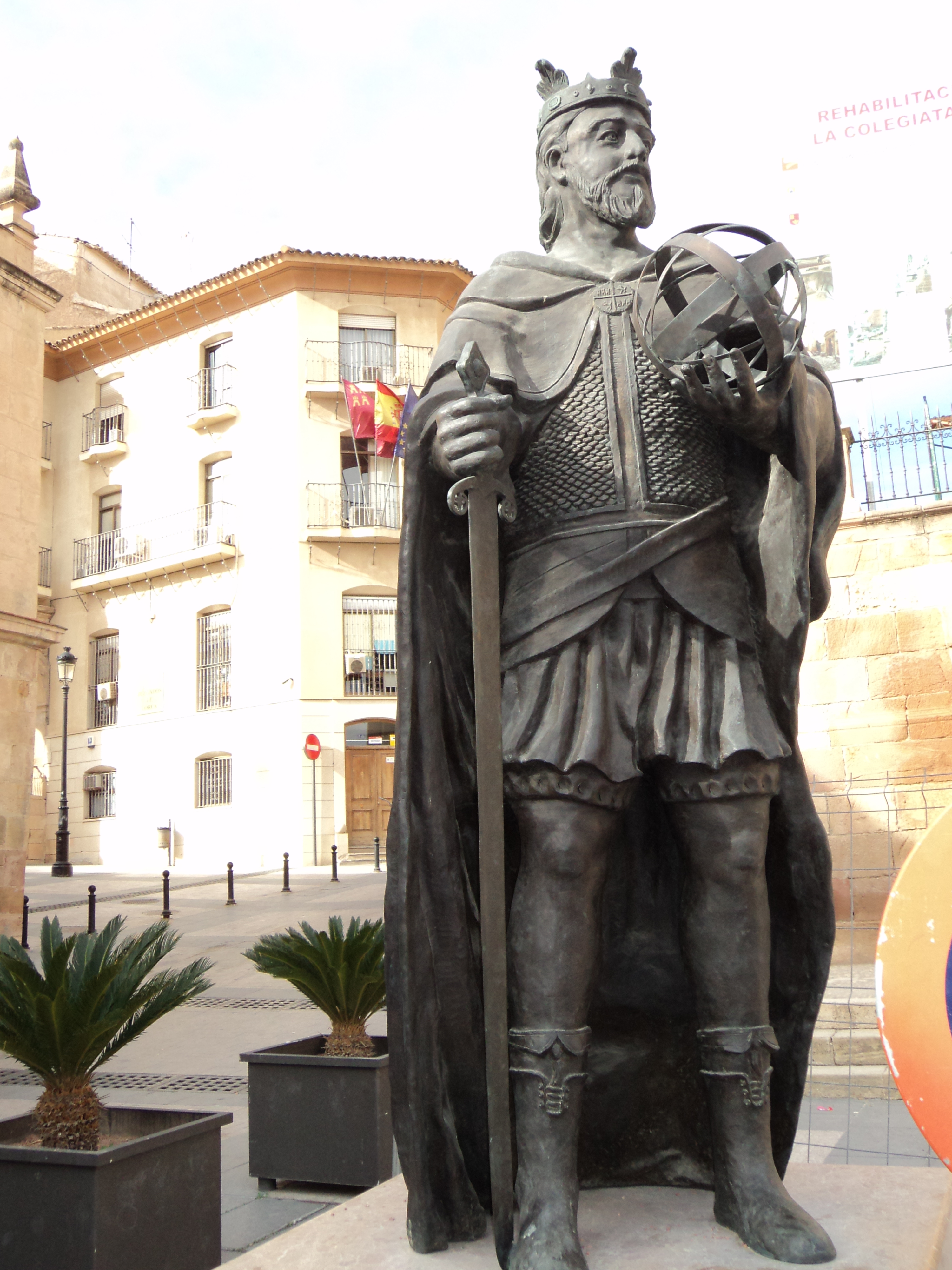
Estátua Rei Afonso X instalada na Praça.

Em 1943 foi instalada outra fonte, agora de quatro copos, feita de pedra artificial, que tinha uma coluna helicoidal no centro. Esta fonte foi desmontada e movida em 1954. Em 1955 foi inaugurado um monumento dedicado ao Sagrado Coração de Jesus, desmontado e retirado da praça em 1970.
No ano de 2010, após pouco mais de um ano de trabalho com investimento de €1.325.000 do governo regional, a praça passou por uma profunda transformação que conseguiu recuperar a imagem que mostrava nos anos quarenta. A reforma foi inaugurada em 29 de Julho de 2010, com projeto baseado no Plano Especial de Proteção e Reabilitação Integral do Conjunto Artístico Histórico de Lorca e triplicou o espaço para pedestres, de 800 para 2.300 metros quadrados. Um novo pavimento de granito foi instalado e o mobiliário urbano foi reformado com bancos de pedra natural, que servem de base para as novas lâmpadas de rua que foram instaladas para aumentar a iluminação da área. Alguns convidados à inauguração decidiram não comparecer ao evento porque não concordaram com o fato dos trabalhadores da obra não serem locais e com o alto valor do projeto.
Foi também na reforma de 2010 que uma estátua medindo 1,95 metros de altura em bronze representando o Rei Afonso X "O Sábio" foi instalada na praça e lá está até hoje. Na escultura o monarca é representado aos quarenta anos de idade vestindo uma capa, uma cota de malha e porta um astrolábio na mão esquerda e uma espada cerimonial na mão direita. Em Dezembro de 2012 a espada cerimonial foi roubada, e o que se atribui a um ato de vandalismo foi investigado pela Polícia Nacional

## Referencias
1. ↑  «La remodelación de la Plaza de España se inaugurará el jueves». La Verdad (em espanhol). 24 de julho de 2010. Consultado em 2 de outubro de 2019
2. ↑  «Ayuntamiento de LORCA - portal del Ayuntamiento de LORCA». www.lorca.es (em espanhol). Consultado em 24 de setembro de 2019
3. ↑  España, Gobierno de (16 de março de 1964). «Decreto 612/1964, de 5 de marzo, por el que se declara conjunto histórico-artístico la ciudad de Lorca (Murcia).» (PDF). Agencia Estatal - Boletín Oficial del Estado. Consultado em 15 de fevereiro de 2022
4. ↑  «PLAZA MAYOR O DEL AYUNTAMIENTO DE LORCA». Consultado em 16 de fevereiro de 2022
5. ↑  Concejalía de Urbanismo y Desarrollo Sostenible, Ayuntamiento de Lorca. «Plan Especial de Protección y Rehabilitación Integral». Consultado em 4 de março de 2022
6. ↑  «Plaza Mayor o del Ayuntamiento de Lorca - Historia y Personajes - Región de Murcia Digital». www.regmurcia.com. Consultado em 1 de outubro de 2019
7. ↑  Murcia, La Opinión de. «La remodelada plaza de España recupera el encanto del casco histórico». www.laopiniondemurcia.es (em espanhol). Consultado em 2 de outubro de 2019
8. ↑  Murcia, La Opinión de. «La plaza de España renueva su imagen y gana espacio peatonal». www.laopiniondemurcia.es (em espanhol). Consultado em 2 de outubro de 2019
9. ↑  «Una estatua de Alfonso X el Sabio, de casi 2 metros de alto, preside ya la Plaza de España». La Verdad (em espanhol). 29 de julho de 2010. Consultado em 29 de outubro de 2019
10. ↑  Press, Europa (4 de dezembro de 2012). «La Policía Nacional investiga el robo de la espada de bronce de la estatua de Alfonso X en Lorca». www.europapress.es. Consultado em 30 de outubro de 2019